# Automolius vulgaris
Automolius vulgaris är en skalbaggsart som beskrevs av Britton 1957. Automolius vulgaris ingår i släktet Automolius och familjen Melolonthidae. Inga underarter finns listade.